# Église Saints-Constantin-et-Hélène de Novotcherkassk
L’église Saints-Constantin-et-Hélène (en russe : Константино-Еленинский храм) est une église orthodoxe de Novotcherkassk consacrée à l’empereur romain Constantin Ier et sa mère Hélène. Construite de 1906 à 1909 selon le projet de l'architecte V. N. Koulikov elle dépend du diocèse de Rostov et Novotcherkassk.

## Histoire
Une première église en bois consacrée à Constantin et Hélène est inaugurée à Novotcherkassk en 1864. Au début du XXe siècle la paroisse décide d’ériger une nouvelle église en brique. L’emplacement de la nouvelle église est bénit le 5 mars 1906, les travaux se poursuivent jusqu’en 1909. Le premier service est célébré le 10 mai 1909.
L’église est fermée par les autorités soviétiques au début des années 1930. Elle reprend du service sous l’occupation allemande et, avec la Cathédrale de l'Ascension, est l’une des églises en activité jusqu’à la chute du communisme.
La 4 février 1997 l’église est officiellement restituée à l’éparchie de Rostov et Novotcherkassk du Patriarcat de Moscou et de toute la Russie.

## Architecture
L’église en brique de style néo-russe est en forme de croix latine et est couronnée d'une unique coupole et d’un clocher.